# Dallas-Fort Worth Film Critics Association Award per il miglior film
Il Dallas-Fort Worth Film Critics Association Award per il miglior film (Dallas–Fort Worth Film Critics Association Award for Best Film) è una categoria di premi assegnata dalla Dallas-Fort Worth Film Critics Association, per il miglior film dell'anno. 
La Dallas-Fort Worth Film Critics Association inoltre stila una classifica dei migliori 10 film dell'anno (Dallas–Fort Worth Film Critics Association: Top 10 Films).

## Vincitori e candidati
I vincitori sono indicati in grassetto. Per ogni film viene inoltre indicato tra parentesi il titolo originale. 

### Anni 1990
- 1990
  1. Balla coi lupi (Dances with Wolves), regia di Kevin Costner
  2. Quei bravi ragazzi (Goodfellas), regia di Martin Scorsese
  3. Il mistero Von Bulow (Reversal of Fortune), regia di Barbet Schroeder
  4. Rischiose abitudini (The Grifters), regia di Stephen Frears
  5. Risvegli (Awakenings), regia di Penny Marshall
  6. Metropolitan, regia di Whit Stillman
  7. Crocevia della morte (Miller's Crossing), regia di Joel ed Ethan Coen
  8. Avalon, regia di Barry Levinson
  9. Edward mani di forbice (Edward Scissorhands), regia di Tim Burton
  10. Il boss e la matricola (The Freshman), regia di Andrew Bergman
- 1991
  1. JFK - Un caso ancora aperto (JFK), regia di Oliver Stone
  2. Il silenzio degli innocenti (The Silence of the Lambs), regia di Jonathan Demme
  3. La bella e la bestia (Beauty and the Beast), regia di Gary Trousdale e Kirk Wise
  4. Boyz n the Hood - Strade violente (Boyz n the Hood), regia di John Singleton
  5. Thelma & Louise, regia di Ridley Scott
  6. Bugsy, regia di Barry Levinson
  7. Grand Canyon - Il cuore della città (Grand Canyon), regia di Lawrence Kasdan
  8. La leggenda del re pescatore (The Fisher King), regia di Terry Gilliam
  9. Barton Fink - È successo a Hollywood (Barton Fink), regia di Joel ed Ethan Coen
  10. Il principe delle maree (The Prince of Tides), regia di Barbra Streisand
- 1992
  1. Gli spietati (Unforgiven), regia di Clint Eastwood
  2. I protagonisti (The Player), regia di Robert Altman
  3. Malcolm X, regia di Spike Lee
  4. Casa Howard (Howards End), regia di James Ivory
  5. La moglie del soldato (The Crying Game), regia di Neil Jordan
  6. Aladdin, regia di Ron Clements e John Musker
  7. Codice d'onore (A Few Good Men), regia di Rob Reiner
  8. Amori e amicizie (Passion Fish), regia di John Sayles
  9. Scent of a Woman - Profumo di donna (Scent of a Woman), regia di Martin Brest
  10. Ragazze vincenti (A League of Their Own), regia di Penny Marshall
- 1993 
  1. Schindler's List - La lista di Schindler (Schindler's List), regia di Steven Spielberg
  2. Lezioni di piano (The Piano), regia di Jane Campion
  3. Piccolo, grande Aaron (King of the Hill), regia di Steven Soderbergh
  4. Quel che resta del giorno (The Remains of the Day), regia di James Ivory
  5. Il fuggitivo (The Fugitive), regia di Andrew Davis
  6. Nel nome del padre (In the Name of the Father), regia di Jim Sheridan
  7. Nightmare Before Christmas (Tim Burton's The Nightmare Before Christmas), regia di Henry Selick
  8. L'età dell'innocenza (The Age of Innocence), regia di Martin Scorsese
  9. Philadelphia, regia di Jonathan Demme
  10. Insonnia d'amore (Sleepless in Seattle), regia di Nora Ephron
- 1994
  1. Pulp Fiction, regia di Quentin Tarantino
  2. Forrest Gump, regia di Robert Zemeckis
  3. Le ali della libertà (The Shawshank Redemption), regia di Frank Darabont
  4. Il re leone (The Lion King), regia di Roger Allers e Rob Minkoff
  5. Tre colori - Film rosso (Trois couleurs : Rouge), regia di Krzysztof Kieślowski
  6. Quiz Show, regia di Robert Redford
  7. Hoop Dreams, regia di Steve James
  8. Creature del cielo (Heavenly Creatures), regia di Peter Jackson
  9. Piccole donne (Little Women), regia di Gillian Armstrong
  10. Quattro matrimoni e un funerale (Four Weddings and a Funeral), regia di Mike Newell

- 1995 
  1. Via da Las Vegas (Leaving Las Vegas), regia di Mike Figgis
  2. Apollo 13, regia di Ron Howard
  3. Babe - Maialino coraggioso (Babe), regia di Chris Noonan
  4. Braveheart - Cuore impavido (Braveheart), regia di Mel Gibson
  5. Toy Story - Il mondo dei giocattoli (Toy Story), regia di John Lasseter
  6. La piccola principessa (A Little Princess), regia di Alfonso Cuarón
  7. I soliti sospetti (The Usual Suspects), regia di Bryan Singer
  8. Seven, regia di David Fincher
  9. Ragione e sentimento (Sense and Sensibility), regia di Ang Lee
  10. Heat - La sfida (Heat), regia di Michael Mann
- 1996 
  1. Fargo, regia di Joel ed Ethan Coen
  2. Segreti e bugie (Secrets & Lies), regia di Mike Leigh
  3. Hamlet, regia di Kenneth Branagh
  4. Il paziente inglese (The English Patient), regia di Anthony Minghella
  5. Jerry Maguire, regia di Cameron Crowe
  6. Shine, regia di Scott Hicks
  7. Trainspotting, regia di Danny Boyle
  8. Il coraggio della verità (Courage Under Fire), regia di Edward Zwick
  9. Stella solitaria (Lone Star), regia di John Sayles
  10. Le onde del destino (Breaking the Waves), regia di Lars von Trier
- 1997 
  1. L.A. Confidential, regia di Curtis Hanson
  2. Titanic, regia di James Cameron
  3. Il dolce domani (The Sweet Hereafter), regia di Atom Egoyan
  4. Will Hunting - Genio ribelle (Good Will Hunting), regia di Gus Van Sant
  5. Le ali dell'amore (The Wings of the Dove), regia di Iain Softley
  6. Boogie Nights - L'altra Hollywood (Boogie Nights), regia di Paul Thomas Anderson
  7. L'uomo della pioggia - The Rainmaker (The Rainmaker), regia di Francis Ford Coppola
  8. Contact, regia di Robert Zemeckis
  9. Full Monty - Squattrinati organizzati (The Full Monty), regia di Peter Cattaneo
  10. Qualcosa è cambiato (As Good as It Gets), regia di James L. Brooks
- 1998 
  1. Salvate il soldato Ryan (Saving Private Ryan), regia di Steven Spielberg
  2. La sottile linea rossa (The Thin Red Line), regia di Terrence Malick
  3. The Truman Show, regia di Peter Weir
  4. La vita è bella, regia di Roberto Benigni
  5. Shakespeare in Love, regia di John Madden
  6. Demoni e dei (Gods and Monsters), regia di Bill Condon
  7. Il grande Lebowski (The Big Lebowski), regia di Joel Coen
  8. Elizabeth, regia di Shekhar Kapur
  9. Soldi sporchi (A Simple Plan) , regia di Sam Raimi
  10. Out of Sight, regia di Steven Soderbergh
- 1999 
  1. American Beauty, regia di Sam Mendes
  2. The Sixth Sense - Il sesto senso (The Sixth Sense), regia di M. Night Shyamalan
  3. Il gigante di ferro (The Iron Giant), regia di Brad Bird
  4. Insider - Dietro la verità (The Insider), regia di Michael Mann
  5. Toy Story 2 - Woody e Buzz alla riscossa (Toy Story 2), regia di John Lasseter, Lee Unkrich e Ash Brannon
  6. Matrix (The Matrix), regia di Andy e Larry Wachowski
  7. Essere John Malkovich (Being John Malkovich), regia di Charlie Kaufman
  8. Fight Club, regia di David Fincher
  9. Magnolia, regia di Paul Thomas Anderson
  10. Il miglio verde (The Green Mile), regia di Frank Darabont

### Anni 2000
- 2000
  1. Traffic, regia di Steven Soderbergh
  2. La tigre e il dragone (臥虎藏龍), regia di Ang Lee
  3. Il gladiatore (Gladiator), regia di Ridley Scott
  4. Fratello, dove sei? (O Brother, Where Art Thou?), regia di Joel ed Ethan Coen
  5. Quasi famosi (Almost Famous), regia di Cameron Crowe
  6. Erin Brockovich - Forte come la verità (Erin Brockovich), regia di Steven Soderbergh
  7. Galline in fuga (Chicken Run), regia di Peter Lord e Nick Park
  8. Wonder Boys, regia di Curtis Hanson
  9. Scoprendo Forrester (Finding Forrester), regia di Sean Connery e Rob Brown
  10. Conta su di me (You Can Count on Me), regia di Kenneth Lonergan
- 2001
  1. A Beautiful Mind, regia di Ron Howard
  2. Moulin Rouge!, regia di Baz Luhrmann
  3. Memento, regia di Christopher Nolan
  4. Il Signore degli Anelli - La Compagnia dell'Anello (The Lord of the Rings: The Fellowship of the Ring), regia di Peter Jackson
  5. In the Bedroom, regia di Todd Field
  6. Shrek, regia diAndrew Adamson e Vicky Jenson
  7. L'uomo che non c'era (The Man Who Wasn't There), regia di Joel Coen
  8. Mulholland Drive, regia di David Lynch
  9. L'ultimo sogno (Life as a House), regia di Irwin Winkler
  10. Il favoloso mondo di Amélie (Le Fabuleux Destin d'Amélie Poulain), regia di Jean-Pierre Jeunet
- 2002
  1. Chicago, regia di Rob Marshall
  2. Lontano dal paradiso (Far from Heaven), regia di Todd Haynes
  3. Il Signore degli Anelli - Le due torri (The Lord of the Rings: The Two Towers), regia di Peter Jackson
  4. Il pianista (The Pianist), regia di Roman Polański
  5. A proposito di Schmidt (About Schmidt), regia di Alexander Payne
  6. Gangs of New York, regia di Martin Scorsese
  7. Il ladro di orchidee (Adaptation), regia di Spike Jonze
  8. Era mio padre (Road to Perdition), regia di Sam Mendes
  9. Prova a prendermi (Catch Me If You Can), regia di Steven Spielberg
  10. The Hours, regia di Stephen Daldry
- 2003
  1. Il Signore degli Anelli - Il ritorno del re (The Lord of the Rings: The Return of the King), regia di Peter Jackson
  2. Ritorno a Cold Mountain (Cold Mountain), regia di Anthony Minghella
  3. Mystic River, regia di Clint Eastwood
  4. Lost in Translation - L'amore tradotto (Lost in Translation), regia di Sofia Coppola
  5. Alla ricerca di Nemo (Finding Nemo), regia di Andrew Stanton
  6. American Splendor, regia di Shari Springer Berman e Robert Pulcini
  7. In America - Il sogno che non c'era (In America), regia di Jim Sheridan
  8. Big Fish - Le storie di una vita incredibile (Big Fish), regia di Tim Burton
  9. Master & Commander - Sfida ai confini del mare (Master and Commander: The Far Side of the World), regia di Peter Weir
  10. L'ultimo samurai (The Last Samurai), regia di Edward Zwick
- 2004
  1. Million Dollar Baby, regia di Clint Eastwood
  2. Sideways - In viaggio con Jack (Sideways), regia di Alexander Payne
  3. Neverland - Un sogno per la vita (Finding Neverland), regia di Marc Forster
  4. The Aviator, regia di Martin Scorsese
  5. Se mi lasci ti cancello (Eternal Sunshine of the Spotless Mind), regia di Michel Gondry
  6. Ray, regia di Taylor Hackford
  7. Kinsey, regia di Bill Condon
  8. Gli Incredibili - Una "normale" famiglia di supereroi (The Incredibles), regia di Brad Bird
  9. Una lunga domenica di passioni (Un long dimanche de fiançailles), regia di Jean-Pierre Jeunet
  10. Hotel Rwanda, regia di Terry George
- 2005
  1. I segreti di Brokeback Mountain (Brokeback Mountain), regia di Ang Lee
  2. Truman Capote - A sangue freddo (Capote), regia di Bennett Miller
  3. Good Night, and Good Luck., regia di George Clooney
  4. Crash - Contatto fisico (Crash), regia di Paul Haggis
  5. Cinderella Man - Una ragione per lottare (Cinderella Man), regia di Ron Howard
  6. Syriana, regia di Stephen Gaghan
  7. Orgoglio e pregiudizio (Pride & Prejudice), regia di Joe Wright
  8. A History of Violence, regia di David Cronenberg
  9. King Kong, regia di Peter Jackson
  10. Le tre sepolture (The Three Burials of Melquiades Estrada), regia di Tommy Lee Jones
- 2006
  1. United 93, regia di Paul Greengrass
  2. The Departed - Il bene e il male (The Departed), regia di Martin Scorsese
  3. Little Miss Sunshine, regia di Jonathan Dayton e Valerie Faris
  4. The Queen - La regina (The Queen), regia di Stephen Frears
  5. Babel, regia di Alejandro González Iñárritu
  6. Lettere da Iwo Jima (Letters from Iwo Jima), regia di Clint Eastwood
  7. Dreamgirls, regia di Bill Condon
  8. Blood Diamond - Diamanti di sangue (Blood Diamond), regia di Edward Zwick
  9. Little Children, regia di Todd Field
  10. Flags of Our Fathers, regia di Clint Eastwood
- 2007
  1. Non è un paese per vecchi (No Country for Old Men), regia di Joel ed Ethan Coen
  2. Juno, regia di Jason Reitman
  3. Il petroliere (There Will Be Blood), regia di Paul Thomas Anderson
  4. Espiazione (Atonement), regia di Joe Wright
  5. Michael Clayton, regia di Tony Gilroy
  6. Into the Wild - Nelle terre selvagge (Into the Wild), regia di Sean Penn
  7. Lo scafandro e la farfalla (Le scaphandre et le papillon), regia di Julian Schnabel
  8. Il cacciatore di aquiloni (The Kite Runner), regia di Marc Forster
  9. L'assassinio di Jesse James per mano del codardo Robert Ford (The Assassination of Jesse James by the Coward Robert Ford), regia di Andrew Dominik
  10. La guerra di Charlie Wilson (Charlie Wilson's War), regia di Mike Nichols
- 2008
  1. The Millionaire (Slumdog Millionaire ), regia di Danny Boyle
  2. Milk, regia di Gus Van Sant
  3. Il cavaliere oscuro (The Dark Knight), regia di Christopher Nolan
  4. Il curioso caso di Benjamin Button (The Curious Case of Benjamin Button), regia di David Fincher
  5. The Wrestler, regia di Darren Aronofsky
  6. L'ospite inatteso (The Visitor), regia di Tom McCarthy
  7. Frost/Nixon - Il duello (Frost/Nixon), regia di Ron Howard
  8. Il dubbio (Doubt), regia di John Patrick Shanley
  9. WALL•E, regia di Andrew Stanton
  10. La felicità porta fortuna - Happy Go Lucky (Happy-Go-Lucky), regia di Mike Leigh
- 2009[1]
  1. Tra le nuvole (Up in the Air ), regia di Jason Reitman
  2. The Hurt Locker, regia di Kathryn Bigelow
  3. Precious, regia di Lee Daniels
  4. Up, regia di Pete Docter e Bob Peterson
  5. An Education, regia di Lone Scherfig
  6. A Serious Man, regia di fratelli Coen
  7. Bastardi senza gloria (Inglourious Basterds), regia di Quentin Tarantino
  8. District 9, regia di Neill Blomkamp
  9. Avatar, regia di James Cameron
  10. Fantastic Mr. Fox, regia di Wes Anderson

### Anni 2010
- 2010[2]
  1. The Social Network, regia di David Fincher
  2. Il discorso del re (The King's Speech), regia di Tom Hooper
  3. Il cigno nero (Black Swan), regia di Darren Aronofsky
  4. 127 ore (127 Hours), regia di Danny Boyle
  5. Un gelido inverno (Winter's Bone), regia di Debra Granik
  6. Inception, regia di Christopher Nolan
  7. The Fighter, regia di David O. Russell
  8. Il Grinta (True Grit), regia di Joel ed Ethan Coen
  9. The Town, regia di Ben Affleck
  10. I ragazzi stanno bene (The Kids Are All Right), regia di Lisa Cholodenko

- 2011[3]
  1. Paradiso amaro (The Descendants), regia di Alexander Payne
  2. The Artist, regia di Michel Hazanavicius
  3. Molto forte, incredibilmente vicino (Extremely Loud and Incredibly Close), regia di Stephen Daldry
  4. Midnight in Paris, regia di Woody Allen
  5. The Tree of Life, regia di Terrence Malick
  6. Hugo Cabret (Hugo), regia di Martin Scorsese
  7. 50 e 50 (50/50), regia di Jonathan Levine
  8. Drive, regia di Nicolas Winding Refn
  9. Shame, regia di Steve McQueen
  10. L'arte di vincere (Moneyball), regia di Bennett Miller

- 2012[4]
  1. Lincoln, regia di Steven Spielberg
  2. Argo, regia di Ben Affleck
  3. Zero Dark Thirty, regia di Kathryn Bigelow
  4. Vita di Pi (Life of Pi), regia di Ang Lee
  5. Les Misérables, regia di Tom Hooper
  6. Moonrise Kingdom - Una fuga d'amore (Moonrise Kingdom), regia di Wes Anderson
  7. Il lato positivo - Silver Linings Playbook (Silver Linings Playbook), regia di David O. Russell
  8. Skyfall, regia di Sam Mendes
  9. The Master, regia di Paul Thomas Anderson
  10. Re della terra selvaggia (Beasts of the Southern Wild), regia di Benh Zeitlin

- 2013[5]
  1. 12 anni schiavo (12 Years a Slave), regia di Steve McQueen
  2. Gravity, regia di Alfonso Cuarón
  3. Nebraska, regia di Alexander Payne
  4. American Hustle - L'apparenza inganna (American Hustle), regia di David O. Russell
  5. Dallas Buyers Club, regia di Jean-Marc Vallée
  6. Lei (Her), regia di Spike Jonze
  7. The Wolf of Wall Street , regia di Martin Scorsese
  8. A proposito di Davis (Inside Llewyn Davis), regia di Joel ed Ethan Coen
  9. Captain Phillips - Attacco in mare aperto (Captain Phillips), regia di Paul Greengrass
  10. Mud, regia di Jeff Nichols

- 2014[6]
  1. Birdman (Birdman or (The Unexpected Virtue of Ignorance)), regia di Alejandro González Iñárritu
  2. Boyhood, regia di Richard Linklater
  3. The Imitation Game, regia di Morten Tyldum
  4. La teoria del tutto (The Theory of Everything), regia di James Marsh
  5. Grand Budapest Hotel (The Grand Budapest Hotel), regia di Wes Anderson
  6. Whiplash, regia di Damien Chazelle
  7. L'amore bugiardo - Gone Girl (Gone Girl), regia di David Fincher
  8. Selma - La strada per la libertà (Selma), regia di Ava DuVernay
  9. Wild, regia di Jean-Marc Vallée
  10. Lo sciacallo - Nightcrawler (Nightcrawler), regia di Dan Gilroy

- 2015[7]
  1. Il caso Spotlight (Spotlight), regia di Tom McCarthy
  2. Revenant - Redivivo (The Revenant), regia di Alejandro González Iñárritu
  3. Carol, regia di Todd Haynes
  4. Sicario, regia di Denis Villeneuve
  5. Mad Max: Fury Road, regia di George Miller
  6. La grande scommessa (The Big Short), regia di Adam McKay
  7. Sopravvissuto - The Martian (The Martian), regia di Ridley Scott
  8. Room, regia di Lenny Abrahamson
  9. The Danish Girl, regia di Tom Hooper
  10. Brooklyn, regia di John Crowley

- 2016[8]
  1. Moonlight, regia di Barry Jenkins
  2. Manchester by the Sea, regia di Kenneth Lonergan
  3. La La Land, regia di Damien Chazelle
  4. Hell or High Water , regia di David Mackenzie
  5. Arrival, regia di Denis Villeneuve
  6. Jackie, regia di Pablo Larraín
  7. Loving - L'amore deve nascere libero (Loving), regia di Jeff Nichols
  8. Le donne della mia vita (20th Century Women), regia di Mike Mills
  9. La battaglia di Hacksaw Ridge (Hacksaw Ridge), regia di Mel Gibson
  10. Silence, regia di Martin Scorsese

- 2017[9]
  1. La forma dell'acqua - The Shape of Water (The Shape of Water), regia di Guillermo del Toro
  2. The Post, regia di Steven Spielberg
  3. Lady Bird, regia di Greta Gerwig
  4. Chiamami col tuo nome (Call Me by Your Name), regia di Luca Guadagnino
  5. Scappa - Get Out (Get Out), regia di Jordan Peele
  6. Dunkirk, regia di Christopher Nolan
  7. Tre manifesti a Ebbing, Missouri (Three Billboards Outside Ebbing, Missouri), regia di Martin McDonagh
  8. Tonya (I, Tonya), regia di Craig Gillespie
  9. Un sogno chiamato Florida (The Florida Project), regia di Sean Baker
  10. L'ora più buia (Darkest Hour), regia di Joe Wright

- 2018[10]
  1. A Star Is Born, regia di Bradley Cooper
  2. Roma, regia di Alfonso Cuarón
  3. La favorita (The Favourite), regia di Yorgos Lanthimos
  4. Vice - L'uomo nell'ombra (Vice), regia di Adam McKay
  5. BlacKkKlansman, regia di Spike Lee
  6. Black Panther, regia di Ryan Coogler
  7. Green Book, regia di Peter Farrelly
  8. Se la strada potesse parlare (If Beale Street Could Talk), regia di Barry Jenkins
  9. Eighth Grade - Terza media (Eighth Grade), regia di Bo Burnham
  10. Copia originale (Can You Ever Forgive Me?), regia di Marielle Heller

- 2019[11]
  1. 1917, regia di Sam Mendes
  2. Storia di un matrimonio (Marriage Story), regia di Noah Baumbach
  3. Parasite (Gisaengchung), regia di Bong Joon-ho
  4. The Irishman, regia di Martin Scorsese
  5. C'era una volta a... Hollywood (Once Upon a Time in... Hollywood), regia di Quentin Tarantino
  6. Jojo Rabbit, regia di Taika Waititi
  7. Piccole donne (Little Women), regia di Greta Gerwig
  8. The Farewell - Una bugia buona (The Farewell), regia di Lulu Wang
  9. I due papi (The Two Popes), regia di Fernando Meirelles
  10. Cena con delitto - Knives Out (Knives Out), regia di Rian Johnson

### Anni 2020
- 2020[12]
  1. Nomadland, regia di Chloé Zhao
  2. Una donna promettente (Promising Young Woman), regia di Emerald Fennell
  3. Il processo ai Chicago 7 (The Trial of the Chicago 7), regia di Aaron Sorkin
  4. Minari, regia di Lee Isaac Chung
  5. Quella notte a Miami... (One night in Miami...), regia di Regina King
  6. Mank, regia di David Fincher
  7. Ma Rainey's Black Bottom, regia di George C. Wolfe
  8. Sound of Metal, regia di Darius Marder
  9. Da 5 Bloods - Come fratelli (Da 5 Bloods), regia di Spike Lee
  10. First Cow, regia di Kelly Reichardt
- 2021[13]
  1. Il potere del cane (The Power of the Dog), regia di Jane Campion
  2. Belfast, regia di Kenneth Branagh
  3. Una famiglia vincente - King Richard (King Richard) è un film del 2021 diretto da Reinaldo Marcus Green
  4. West Side Story, regia di Steven Spielberg
  5. Licorice Pizza, regia di Paul Thomas Anderson
  6. Dune (Dune: Part One), regia di Denis Villeneuve
  7. La fiera delle illusioni - Nightmare Alley (Nightmare Alley), regia di Guillermo del Toro
  8. The French Dispatch of the Liberty, Kansas Evening Sun, regia di Wes Anderson
  9. La figlia oscura, regia di Maggie Gyllenhaal
  10. I segni del cuore (CODA), regia di Sian Heder
- 2022[14]
  1. Everything Everywhere All at Once, regia di Daniel Kwan e Daniel Scheinert
  2. Gli spiriti dell'isola (The Banshees of Inisherin), regia di Martin McDonagh
  3. The Fabelmans, regia di Steven Spielberg
  4. Tár, regia di Todd Field
  5. Top Gun: Maverick, regia di Joseph Kosinski
  6. Women Talking, regia di Sarah Polley
  7. The Whale, regia di Darren Aronofsky (2022)
  8. Pinocchio di Guillermo del Toro, regia di Guillermo del Toro
  9. Babylon, regia di Damien Chazelle
  10. The Woman King, regia di Gina Prince-Bythewood

- 2023[15]
  1. The Holdovers - Lezioni di vita (The Holdovers), regia di Alexander Payne
  2. Oppenheimer, regia di Christopher Nolan
  3. Killers of the Flower Moon, regia di Martin Scorsese
  4. Povere creature! (Poor Things), regia di Yorgos Lanthimos
  5. American Fiction, regia di Cord Jefferson
  6. Past Lives, regia di Celine Song
  7. Maestro, regia di Bradley Cooper
  8. Anatomia di una caduta (Anatomie d'une chute), regia di Justine Triet
  9. Barbie, regia di Greta Gerwig
  10. May December, regia di Todd Haynes

- 2024[16]
  1. Anora, regia di Sean Baker
  2. The Brutalist, regia di Brady Corbet
  3. Conclave, regia di Edward Berger
  4. Dune - Parte due (Dune: Part Two), regia di Denis Villeneuve
  5. A Complete Unknown, regia di James Mangold
  6. The Substance, regia di Coralie Fargeat
  7. Wicked (Wicked: Part I), regia di Jon M. Chu
  8. Nickel Boys, regia di RaMell Ross
  9. A Real Pain, regia di Jesse Eisenberg
  10. Sing Sing, regia di Greg Kwedar